# Iglesia de Santa Lucía (Zamora)
La iglesia de Santa Lucía es un edificio del románico que se encuentra en la ciudad Zamora, España.

## Descripción

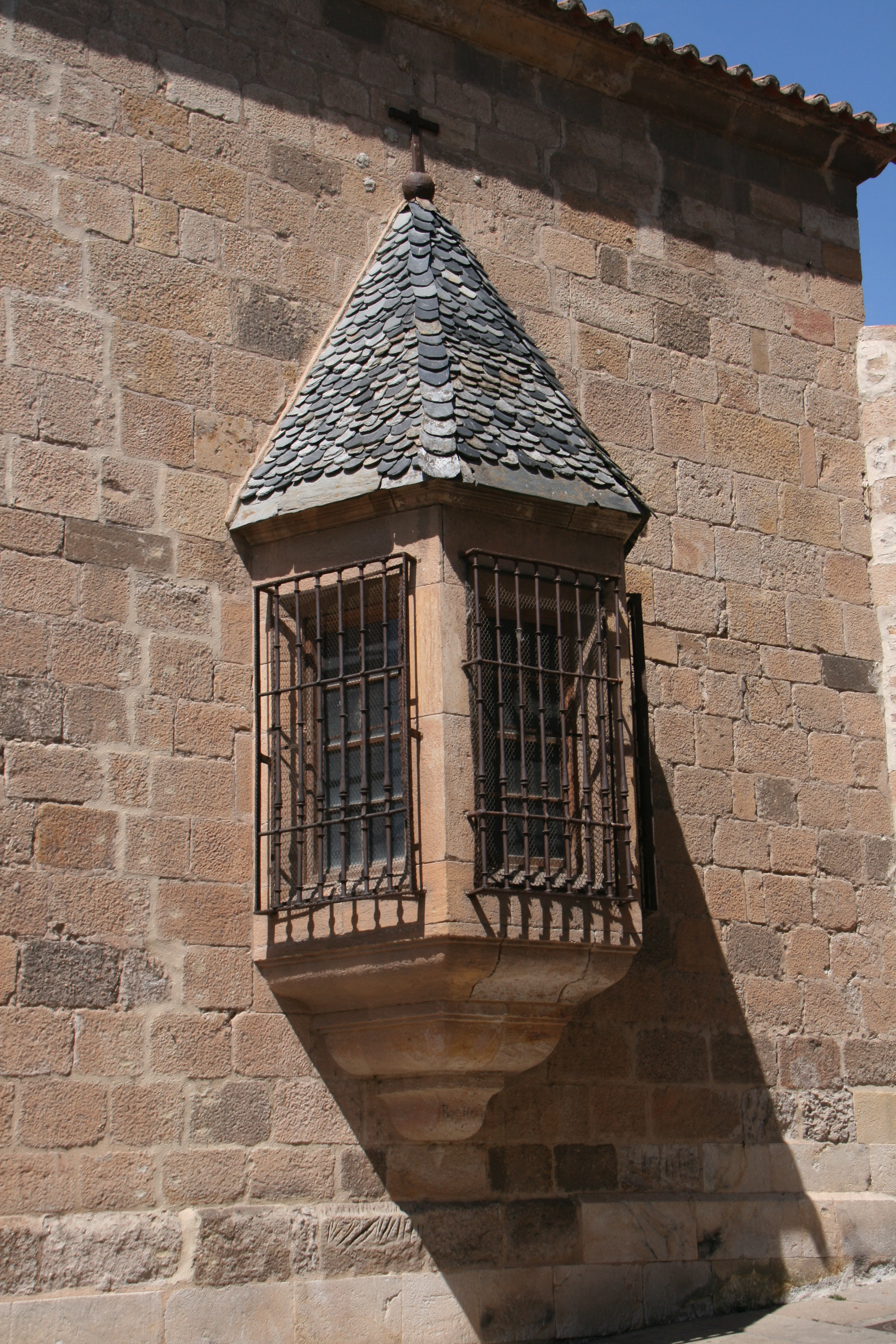

### Ubicación
El templo, consagrado al culto cristiano, se encuentra ubicada en el antiguo barrio medieval de la Puebla del Valle. Dentro de este barrio de Zamora, el edificio está al lado del llamado Palacio del Cordón. Éste, en la actualidad, acoge el Museo Provincial de Zamora, por lo que es una zona de paso casi obligada para los turistas de la ciudad. En este lugar los historiadores mantienen la existencia de la judería de la ciudad, lo cual sería coherente para con la advocación martirológica de este templo.

### Construcción
En origen la iglesia era de estilo románico puro, pero con el paso del tiempo ha sufrido numerosas reformas que permitirían matizar profundamente esa afirmación. De entre todas las reformas la más importante fue la que se llevó a cabo en el siglo XVII, la cual reformó este edificio prácticamente por completo. Se trata de un edificio de pequeñas dimensiones, con una distribución interior bastante austera. Tras las reformas del siglo XVII, anteriormente citada, la planta cuenta con una única nave y un único cabecero que antaño fueran tres naves. Los expertos en arte destacan como parte más interesante del edificio la espadaña.

## Estado actual
A día de hoy, el templo se encuentra en un notable estado de conservación. De hecho, el ayuntamiento aprovecha su belleza visual de cara a incluirlo en su programa turístico. En los aledaños del edificio se encuentra un panel informativo que ayuda a los visitantes en su visita. No obstante, el uso que recibe la iglesia de Santa Lucía en la actualidad es el de albergar el almacén -visitable- del Museo de Zamora.
El 21 de septiembre de 2017 fue declarado Bien de Interés Cultural, mediante un acuerdo publicado el día 25 del mismo mes en el Boletín Oficial de Castilla y León.